# Pagoúria
Pagoúria är en ort i Grekland.   Den ligger i prefekturen Nomós Rodópis och regionen Östra Makedonien och Thrakien, i den nordöstra delen av landet, 400 km norr om huvudstaden Aten. Pagoúria ligger 19 meter över havet och antalet invånare är 843.
Terrängen runt Pagoúria är platt, och sluttar söderut. Runt Pagoúria är det ganska glesbefolkat, med 23 invånare per kvadratkilometer. Närmaste större samhälle är Komotini, 12,5 km nordost om Pagoúria. Trakten runt Pagoúria består till största delen av jordbruksmark.